# Patricio Estrella
Patricio Estrella (en inglés: Patrick Star) es un personaje ficticio de la serie de televisión animada estadounidense Bob Esponja. Tiene la voz del actor Bill Fagerbakke y fue creado y diseñado por el biólogo marino y animador Stephen Hillenburg. Apareció por primera vez en el episodio piloto de la serie «Help Wanted» el 1 de mayo de 1999. Además de su papel secundario en Bob Esponja, Patricio también es el protagonista principal de The Patrick Star Show, que se estrenó en 2021.
Patricio, una estrella de mar rosa coral con sobrepeso, vive debajo de una roca en la ciudad submarina de Fondo de Bikini y es el mejor amigo de Bob Esponja. Sus rasgos de carácter más significativos son su pereza y poca inteligencia, y su torpeza aunque en ocasiones demuestra que es más inteligente de lo que parece. Patricio está desempleado y se autoproclama experto en el «arte de no hacer nada».
El personaje ha recibido reacciones positivas tanto de críticos como de fans. Patricio ha sido incluido en varios productos relacionados con Bob Esponja, incluidas tarjetas coleccionables, videojuegos, peluches y cómics. También es un personaje principal en las tres películas basadas en la franquicia.

## Papel en la serie
Patricio es el mejor amigo ignorante pero divertido de Bob Esponja. Se le retrata como una estrella de mar rosa con sobrepeso, que actúa como el idiota del pueblo de la ciudad submarina de Fondo de Bikini. Patricio se vuelve más tonto a lo largo de la serie y se ha demostrado que comete muchos errores ridículos. A pesar de esto, en ocasiones ha sido retratado como un sabio, con una observancia articulada de ciertos temas en detalles específicos. Sin embargo, siempre vuelve rápidamente a su estado habitual y poco inteligente después de mostrar un momento de sabiduría. No tiene ningún tipo de ocupación excepto por varios períodos muy breves trabajando en el Krusty Krab y en el Chum Bucket en una variedad de posiciones, y pasa principalmente su tiempo haciendo payasadas con Bob Esponja, atrapando medusas con él o descansando debajo de la roca debajo de la cual reside.
En casa, a Patricio se le suele representar durmiendo, viendo la televisión o practicando el «arte de no hacer nada», en el que es un experto. Todos los muebles en el espacio debajo de su roca están hechos de arena, y Patricio puede simplemente optar por construir rápidamente los muebles según sea necesario; aun así, su espacio vital es escaso y contiene sólo lo más mínimo. Aparte de su mejor amigo Bob Esponja, que a menudo queda impresionado por la capacidad de Patricio para idear planes o soluciones ingenuos pero geniales, Patricio frecuentemente irrita a quienes lo rodean y se confunde con las preguntas o temas más simples. Los personajes de Mr. Krabs y Calamardo no tienen paciencia con la estupidez de Patricio, y el primero no le presta mucha atención; Clancy Brown, quien proporciona la voz de Mr. Krabs, dijo: «La única persona que él [Mr. Krabs] no contrata es a Patricio porque es demasiado estúpido para trabajar por nada». Arenita a menudo se molesta con Patricio, pero aún lo ve como un amigo.

## Desarrollo

### Creación y diseño

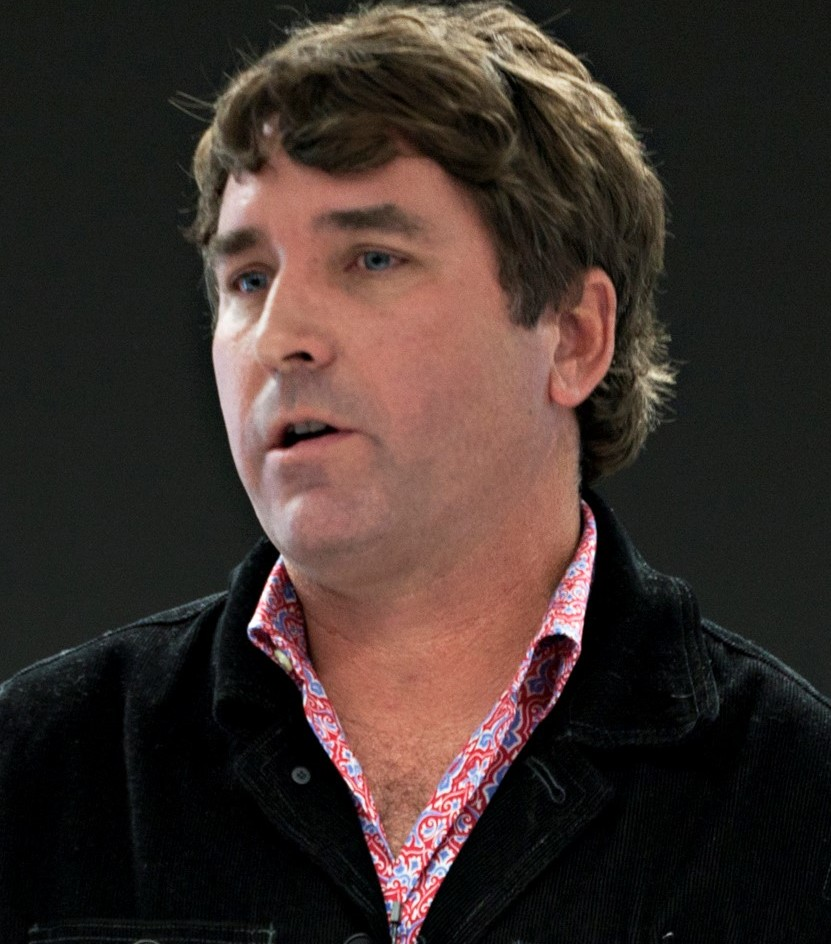
Stephen Hillenburg, creador de la serie Bob Esponja y sus personajes.

Stephen Hillenburg quedó fascinado con el océano y comenzó a desarrollar sus habilidades artísticas cuando era niño. Durante la universidad, se especializó en biología marina y se especializó en arte. Planeaba regresar a la universidad eventualmente para obtener una maestría en arte. Después de graduarse en 1984, se unió al Ocean Institute, una organización dedicada a educar al público sobre las ciencias marinas y la historia marítima. Mientras estaba allí, inicialmente tuvo la idea que lo llevaría a la creación de Bob Esponja: un cómic titulado The Intertidal Zone. En 1987, Hillenburg dejó el instituto para seguir una carrera en animación.
Unos años después de estudiar animación experimental en el Instituto de las Artes de California, Hillenburg conoció a Joe Murray, creador de la serie de Nickelodeon La vida moderna de Rocko, en un festival de animación y le ofrecieron un trabajo como director del programa. Martin Olson, uno de los escritores de La vida moderna de Rocko, leyó The Intertidal Zone y animó a Hillenburg a crear una serie de televisión con un concepto similar. En ese momento, Hillenburg ni siquiera se había planteado crear su propia serie. Sin embargo, se dio cuenta de que, si alguna vez lo hacía, éste sería el mejor enfoque. La producción de La vida moderna de Rocko terminó en 1996. Poco después, Hillenburg comenzó a trabajar en Bob Esponja.

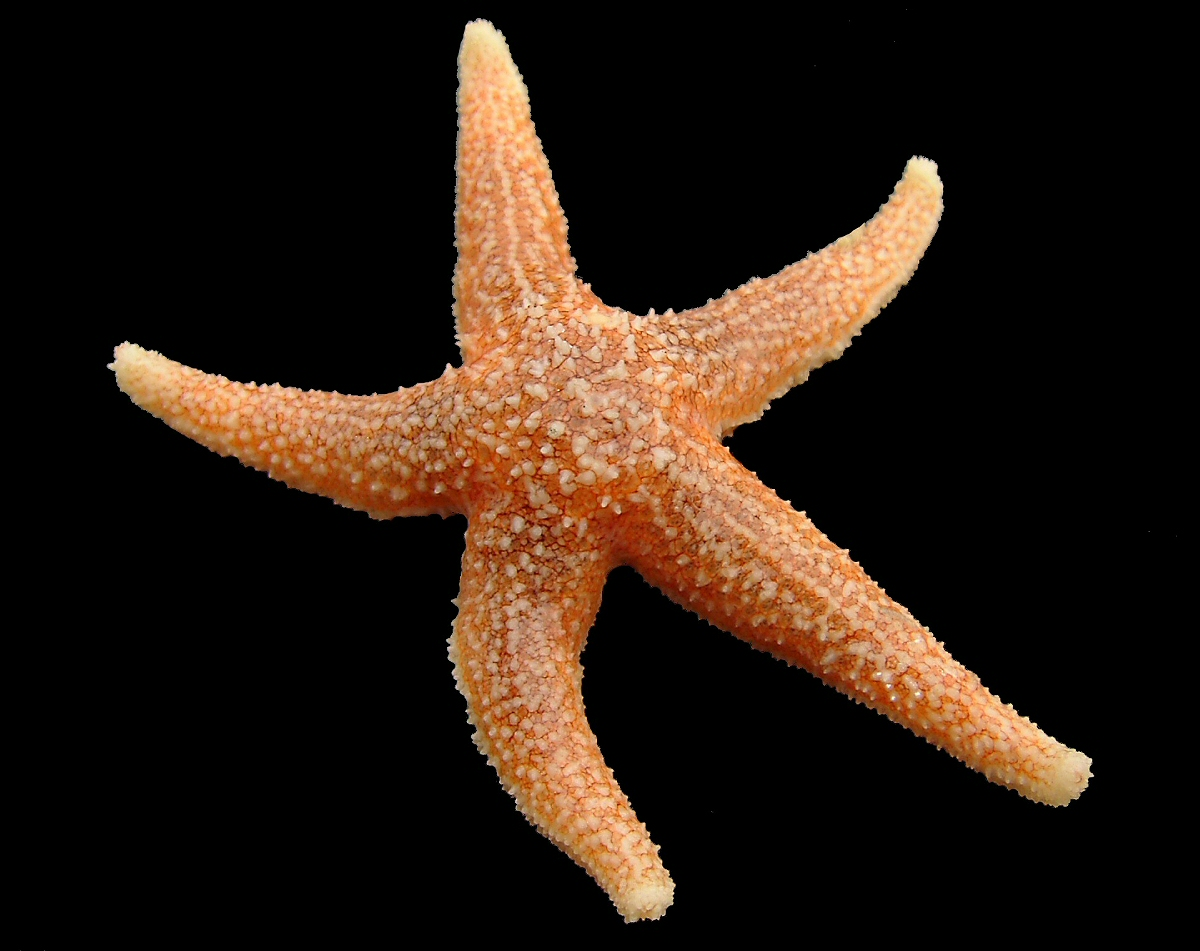
Una estrella de mar común, el animal que inspiró a Patricio.

Para los personajes del programa, Hillenburg comenzó a dibujar y utilizó diseños de personajes de su cómic, incluidas estrellas de mar, cangrejos y esponjas. Describió a Patricio como «probablemente el tipo más tonto de la ciudad». El personaje fue concebido como una estrella de mar para encarnar la naturaleza del animal; según Hillenburg, las estrellas de mar parecen «tontas y lentas», pero en realidad son «muy activas y agresivas», como Patricio. Hillenburg incorporó comedia de personajes en lugar de humor de actualidad en el programa para enfatizar «cosas que tienen más que ver con situaciones humorísticas y sobre personajes y sus defectos». Diseñó a Patricio y Bob Esponja como tales porque «se están metiendo en situaciones; de ahí siempre proviene el humor. La regla es: seguir la inocencia y evitar el humor de actualidad».
A pesar de ser descrito con buen temperamento o estado mental, en algunos episodios se ha demostrado que Patricio tiene una rabieta. El estallido emocional de Patricio se escribió originalmente sólo para el episodio de la primera temporada «Valentine's Day», donde Bob Esponja y Arenita intentan darle a Patricio un regalo del Día de San Valentín, y «se suponía que sería algo único». Sin embargo, según el escritor del episodio Jay Lender, «cuando ese programa regresó, se sintió tan bien que su lado oscuro comenzó a aparecer en todas partes. Puedes planificar con anticipación todo lo que quieras, pero los personajes eventualmente te dirán quiénes son».
Cada personaje principal del programa tiene su propio sonido de pasos único. El sonido de los pasos de Patricio es grabado por el equipo de Foley del programa, con un talento de Foley usando un zapato sin cordones. Jeff Hutchins, diseñador de sonido del programa, dijo: «[Ir] descalzo hace que sea difícil tener mucha presencia, por lo que decidimos que Patrick actuaría con zapatos».

### Voz

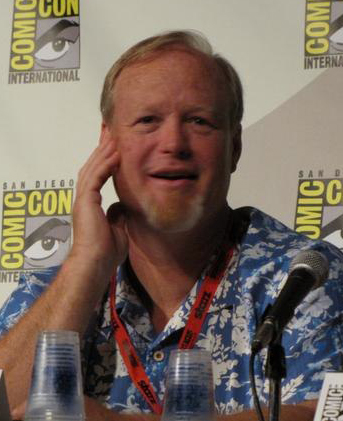
Bill Fagerbakke, la voz de Patricio

La voz de Patricio corre a cargo del actor Bill Fagerbakke, quien también hace las voces de muchos otros personajes de Bob Esponja. Mientras creaban el programa y escribían su episodio piloto en 1997, Hillenburg y Derek Drymon, el entonces director creativo del programa, también realizaban audiciones para encontrar voces para los personajes del programa. Fagerbakke audicionó para el papel de Patricio después de que Tom Kenny, el actor de voz de Bob Esponja, fuera elegido. Fagerbakke dijo: «Steve es un tipo encantador y no sentía absolutamente ningún sentimiento por el material». Describió su experiencia en la audición, diciendo: «Estaba yendo a otra audición y no tenía idea de lo que había allí en términos del notable ingenio visual y realmente el tipo de humanidad entrañable e infantil en el programa. No pude captar eso del material de la audición en absoluto. Simplemente estaba tratando superficialmente de darle al chico lo que quería».

De hecho, Steve Hillenburg interpretó para mí una parte de la interpretación de Tom [Kenny] como personaje, y estaban buscando un contrapunto. Y hago las cosas más tontas. Ese es mi trato... eso es lo que hago  [sic]. Fue una experiencia tan genial. Por lo general, cuando haces una audición para cualquier tipo de doblaje, estás en un estudio, pero según lo recuerdo, esto fue como en una sala de conferencias extraña en algún lugar, y él tenía una de esas pequeñas grabadoras de casetes que mide aproximadamente la mitad del tamaño de una caja de zapatos, y había algo muy entrañable en ello.
Fagerbakke, sobre su audición para el papel.

Fagerbakke se refirió a Patricio como «AquaDauber» (una referencia a su papel de Michael «Dauber» Dybinski en la comedia Entrenador de los años 90) en los primeros años de trabajo en el programa. Patricio es «tremendamente entretenido de interpretar» porque, según Fagerbakke, «cuando interpreto a Patricio, hay muchos secretos que nunca podría divulgar». El enfoque de Fagerbakke al expresar a Patricio es «prácticamente el mismo que yo haría con cualquier tipo de personaje». «Siempre estoy buscando oportunidades para explorar esa imaginación descontrolada y la locura de los niños. Poder conectarme con eso y dejar que eso te lleve a una actuación es fantástico, me divierto mucho con eso. Me encanta niños; crié a dos niñas y me encanta ser padre», Los miembros del elenco graban como un elenco completo. Fagerbakke dice que la situación mejora su desempeño como actor de doblaje porque «hay algo extraordinario que sucede cuando las personas trabajan juntas y que es exclusivo de eso». Fagerbakke modeló su actuación cada vez que Patricio está enojado según la de la actriz estadounidense Shelley Winters.
Se ha comparado a Fagerbakke con el personaje de Patricio, con lo que él está de acuerdo. Kenny dijo que «Bill [Fagerbakke] es un tipo grande. El mundo es casi demasiado pequeño para él. Es una fuerza de la naturaleza, como Patricio». El escritor Jay Lender dijo, describiendo a Fagerbakke en el estudio de grabación, «Bill Fagerbakke es el intérprete más reflexivo que he visto en la cabina; siempre estaba haciendo preguntas y realmente tratando de entrar en la mentalidad, tal como es, de Patricio». El escritor Kent Osborne dijo de Fagerbakke: «Es un tipo grande e interpreta muy bien a Patricio. Es un tipo grande y camina pesadamente». Fagerbakke dijo: «Soy torpe. Soy tonto. Cometo errores todo el tiempo» y coincidió en que «supongo que soy mucho de Patricio».

## Recepción

### Respuesta de la crítica
La recepción crítica del personaje tanto por parte de profesionales como de fans ha sido positiva. En su reseña del DVD para DVD Verdict, Bill Treadway llamó a Patricio «el idiota del pueblo, que a veces le da a Bob Esponja algunos consejos realmente malos, pero es un amigo leal y eso es algo que no vemos mucho en estos días». Dijo: «Patricio es la definición de estúpido y sus travesuras te harán reír a carcajadas». En una reseña publicada en 2007, Peter Keepnews de The New York Times dijo: «Patricio es un personaje popular, y los nuevos episodios ilustran por qué: es infaliblemente entusiasta, conmovedoramente leal y absolutamente imperturbable ante sus limitaciones intelectuales. Con la voz hilarante de Bill Fagerbakke, no es sólo una creación cómica entrañable, sino un modelo a seguir para los idiotas de todo el mundo».
Los Kids' Choice Awards, una entrega anual de premios presentada por Nickelodeon, agregaron varias categorías nuevas, incluido «Compañero animal animado favorito», en su ceremonia de 2014. Patricio recibió el premio Kids' Choice Award Blimp en la categoría, ganando a Perry el Ornitorrinco (Phineas y Ferb), Sparky (Los padrinos mágicos) y Waddles (Gravity Falls).

### Acusaciones de homosexualidad
En 2002, la popularidad del programa entre la comunidad gay creció y se informó que habían aceptado el programa, según BBC Online. The Wall Street Journal también planteó preguntas sobre Bob Esponja y Patricio en un artículo reciente que señalaba la popularidad del programa entre la comunidad gay. Tom Kenny, en respuesta al artículo, dijo: «Sentí que la insinuación era exagerada». «Había oído que los espectadores homosexuales disfrutan el programa de la misma manera que a muchas personas (estudiantes universitarios, padres y niños) les gusta el programa [...] Pensé que era bastante tonto colgar un artículo completo sobre eso. No creo que se trate de un programa amigable con los homosexuales; es un programa amigable con los seres humanos. Todos son bienvenidos», dijo Kenny.
En 2005, un vídeo promocional que involucra a Bob Esponja promoviendo la diversidad y la tolerancia, fue criticado por dos grupos evangélicos cristianos estadounidenses, en particular Focus on the Family, porque vieron que el personaje estaba siendo utilizado como un defensor de la homosexualidad, aunque el video no contenía «ninguna referencia al sexo, estilo de vida sexual o identidad sexual». El incidente generó dudas sobre si Bob Esponja, su mejor amigo Patricio y el resto de los personajes de la serie son personajes homosexuales. Después de estas especulaciones y comentarios, Hillenburg reiteró su afirmación de que la preferencia sexual nunca fue considerada durante la creación del programa. Aclaró el tema y dijo: «Nunca tuvimos la intención de que fueran homosexuales. Los considero casi asexuales. Sólo intentamos ser divertidos y esto no tiene nada que ver con el programa». Tom Kenny y otros miembros de la producción quedaron impactados y sorprendidos de que hubiera surgido tal problema. Derek Drymon, director creativo del programa hasta 2004, dijo: «Si Bob Esponja toma de la mano a Patricio es porque es su mejor amigo y lo ama. Creo que todo esto es parte de una agenda más amplia para estigmatizar a los homosexuales». El fundador de Focus on the Family, James Dobson, declaró más tarde que sus comentarios fueron sacados de contexto y que sus quejas originales no eran con Bob Esponja ni con ninguno de los personajes del video, sino con la organización que patrocinó el video, We Are Family Foundation. Dobson señaló que la fundación había publicado material pro-homosexual en su sitio web, pero luego lo eliminó.
El teórico queer Jeffrey P. Dennis, autor del artículo «Lo mismo que hacemos todas las noches: significando el deseo del mismo sexo en los dibujos animados de televisión», argumentó que Bob Esponja y Arenita no están románticamente enamorados, al tiempo que agregó que creía que Bob Esponja y Patricio «están emparejados con una intensidad posiblemente erótica». Dennis señaló que los dos «no están codificados consistentemente como parejas románticas», ya que viven en residencias separadas y tienen distintos grupos de amigos, pero afirmó que en la serie, «nunca se excluye la posibilidad del deseo entre personas del mismo sexo». Martin Goodman de Animation World Magazine describió los comentarios de Dennis sobre Bob Esponja y Patricio como «interesantes».

## En otros medios
Patricio ha aparecido en otros medios relacionados con Bob Esponja, incluidos juegos de mesa, cómics, llaveros, peluches, tarjetas coleccionables y videojuegos. Patricio tiene un papel importante en Bob Esponja: la película, la primera adaptación cinematográfica del programa. La película se estrenó el 19 de noviembre de 2004 y ha sido un éxito financiero, recaudando más de 140 millones de dólares en todo el mundo. También apareció en la secuela de la película, que se estrenó en cines el 6 de febrero de 2015. En la segunda película, Patricio (junto con Bob Esponja, Calamardo, Mr. Krabs y Plankton) aparece en 3D (usando CGI) en el escenas de acción en vivo. El grupo se convierte en un «equipo tipo Vengadores»; Patricio se transforma en el Sr. Superimpresionante.
En 2009, el actor John Fricker interpretó a Patricio en la adaptación musical del episodio de la tercera temporada «La esponja que podía volar». Fricker y el musical en sí fueron bien recibidos por la mayoría de los críticos. Gordon Barr y Roger Domeneghetti del Evening Chronicle describieron el musical como «un tonto derroche de color [...] como cabría esperar de una adaptación de un programa de televisión de dibujos animados», mientras que Viv Hardwick de The Northern Echo dijo que Fricker y Martin Johnston (Mr. Krabs) «ganan el mayor concurso de disfraces». Un crítico del Chichester Observer escribió: «John Fricker está en su elemento como el sencillo pero adorable Patricio Estrella».
El personaje de Patricio se ha vuelto viral en Internet en forma de memes o macros de imágenes. Una imagen fija de Bob Esponja: la película, que muestra a Patricio boquiabierto, inspiró a un usuario de YouTube a crear una presentación de la expresión de Patricio utilizando varios filtros diferentes. Después de esto, un usuario de YouTube subió otro video en el que aparece Patricio reaccionando al sencillo de 2010 del cantante canadiense Justin Bieber, «Baby». El meme llamado «Patricio sorprendido» comenzó a difundirse, y SeannyOC publicó una de las primeras imágenes en Reddit y luego la publicó en la base de memes de I Can Has Cheezburger?. Sitios web de comedia—incluidos BiteTV, CollegeHumor, Mashable y Smosh—han publicado sus propias listas y compilaciones de «Lo mejor de», que cubren la popularidad del meme «Patricio sorprendido». Nena Prakash de Mashable dijo: «Durante años, Patricio Estrella ayudó a sujetar Fondo de Bikini mientras Bob Esponja hacía hamburguesas en el Krusty Krab. Pero ahora es el momento de que Patricio salga de debajo de esa roca y se siente en su trono real de memes, porque es una estrella de Internet (pez)». Otro meme popular basado en el personaje es la imagen macro «Push It Somewhere Else Patrick», que fue tomada del episodio de la segunda temporada «Sandy, SpongeBob, and the Worm», basada en una escena en la que Patricio sugiere que la ciudad debería reubicarse para hacer frente a un gusano toro de Alaska.
Una versión CGI de Patricio fue parte del partido de la National Football League del Día de Navidad de 2022 de Nickelodeon entre los Denver Broncos y Los Angeles Rams, con Fagerbakke brindando comentarios en tiempo real para el personaje. La decisión más notable de Patrick se produjo durante una intercepción de Russell Wilson. «Eso no es lo que él quería cocinar», dijo Patricio, burlándose del eslogan «dejemos que Russ cocine» adoptado por los fanáticos del mariscal de campo de Denver.

### The Patrick Star Show
El 10 de agosto de 2020, se informó que se estaba desarrollando un programa de entrevistas de Patricio Estrella titulado The Patrick Star Show con un pedido de 13 episodios. El programa presenta a Patricio presentando un programa de entrevistas imaginario en la casa de sus padres. Nickelodeon lo anunció oficialmente el 4 de marzo de 2021 y se estrenó en la cadena a finales de verano.

## Legado
En 2020, una nueva especie de estrella de mar de los montes submarinos del noroeste del Pacífico recibió el nombre de Astrolirus patricki en honor a Patricio Estrella. Todos los especímenes conocidos de A. patricki se encontraron estrechamente asociados con esponjas hexactinélidas, por lo que la especie recibió el nombre del personaje Patricio Estrella como referencia a su amistad con Bob Esponja.